# Promenadestraße 2 (Bad Kissingen)

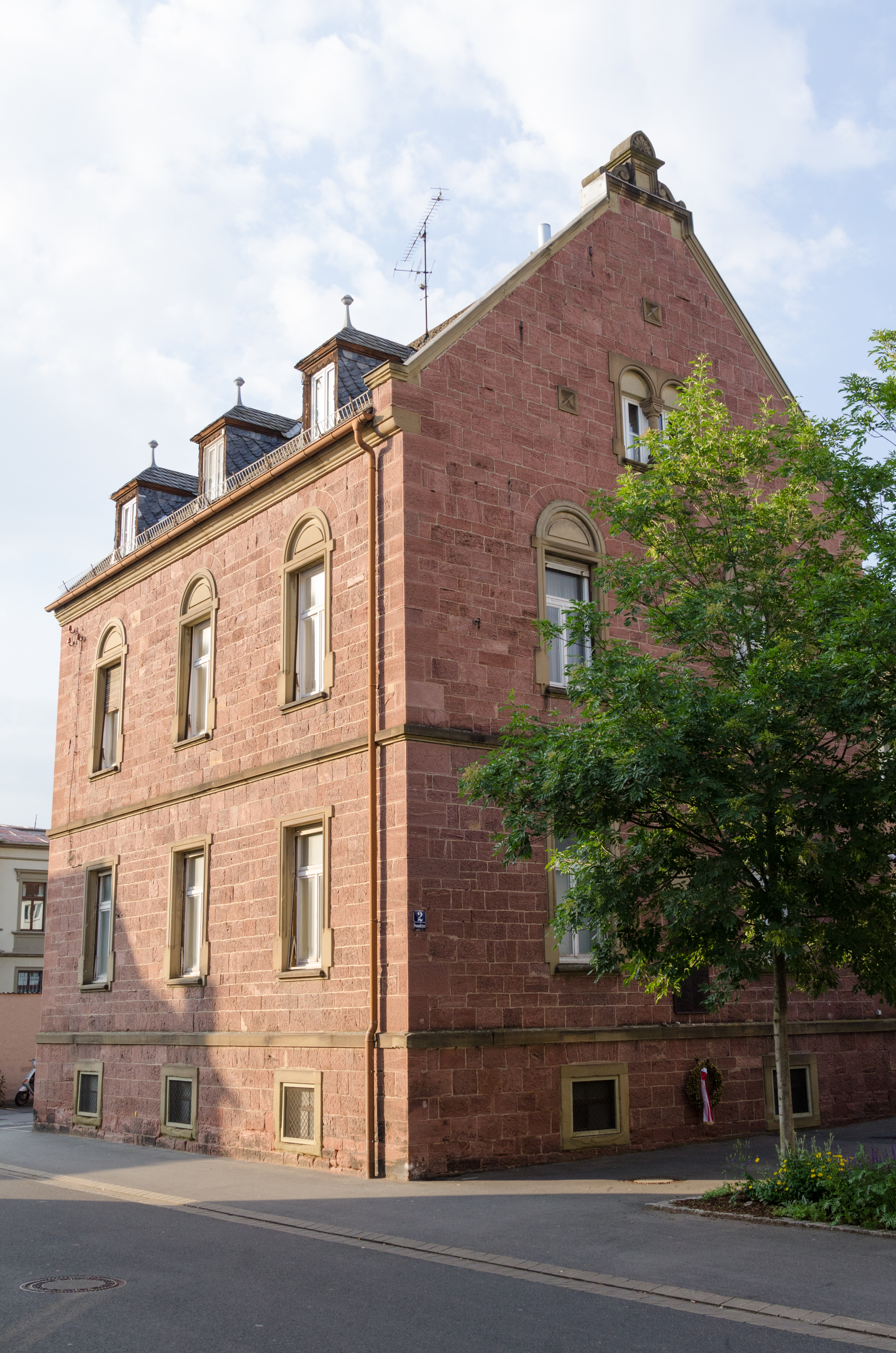
Promenadestraße 2 in Bad Kissingen

Das Gebäude Promenadestraße 2 in Bad Kissingen, der Großen Kreisstadt des unterfränkischen Landkreises Bad Kissingen, gehört zu den Bad Kissinger Baudenkmälern und ist unter der Nummer D-6-72-114-329 in der Bayerischen Denkmalliste registriert.

## Geschichte

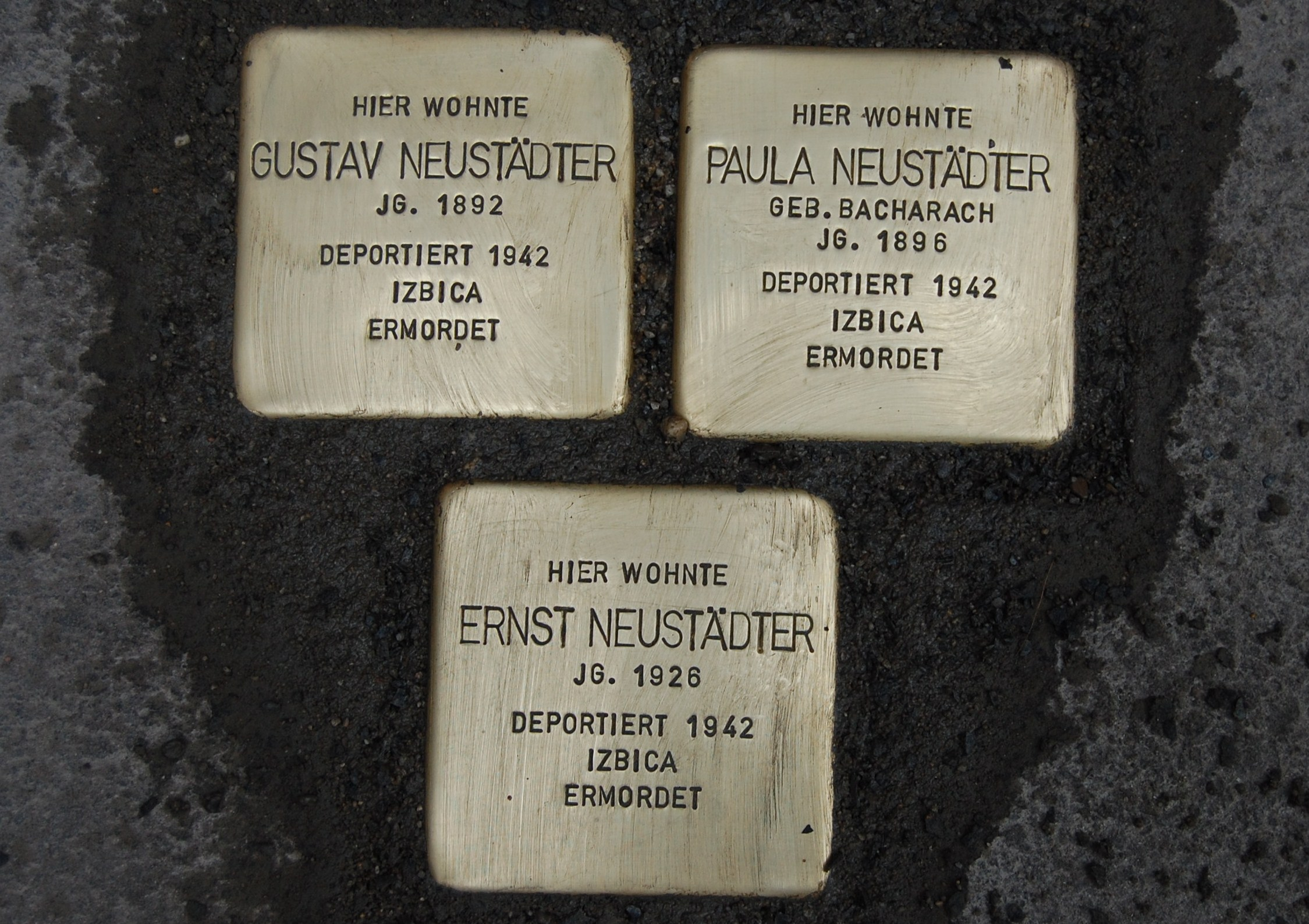
Stolpersteine für die Familie Neustädter

Das Anwesen wurde im Jahr 1898 vom Bad Kissinger Architekten Carl Krampf errichtet. Der über einem Hakengrundriss errichtete Rotsandsteinbau mit Satteldächern und Grausandsteingliederung wurde im Stil des Historismus gestaltet.
Das Anwesen diente als Gemeindehaus der zeitgleich, ebenfalls von Carl Krampf gebauten Neuen Synagoge, die bei den Novemberpogromen 1938 verwüstet und wenig später abgerissen wurde. Die neuromanische Formensprache der Synagoge ist in leichterer Form auch im Gemeindehaus vorhanden.
Im Jahr 1942 wurde Gustav Neustädter, letzter Vorsteher der Jüdischen Gemeinde Bad Kissingen, mit Ehefrau Paula Neustädter und Sohn Ernst David Neustädter in das Ghetto Izbica deportiert. Todesort und -zeitpunkt der Familie Neustädter sind unbekannt. An sie erinnern drei Stolpersteine vor dem Anwesen.
Heute beherbergt das Anwesen einen Betsaal sowie die Dauerausstellung Jüdisches Leben in Bad Kissingen.